# Olari (gmina w okręgu Prahova)
Olari – gmina w Rumunii, w okręgu Prahova. Obejmuje miejscowości Fânari, Olarii Vechi i Olari. W 2011 roku liczyła 2146 mieszkańców.